# Санта-Текла-де-Башту
Санта-Текла-де-Башту (порт. Santa Tecla de Basto; МФА: [ˈsɐ̃.tɐ ˈte.kɫɐ dɨ ˈbaʃ.tu]) — парафія в Португалії, у муніципалітеті Селоріку-де-Башту. Розташована в північно-західній частині країни, на теренах історичної португальської провінції Дору-Міню. Входить до складу округу Брага. За адміністративним поділом, чинним до 1976 року, терени парафії були складовою провінції Міню. Належить до Бразької архідіоцезії Католицької церкви. Патрон — свята Тереза. Площа — 3,2048 км². Населення — 212 ос. (2011). Слабо урбанізований регіон. Густота населення — 66,15 осіб/км²
. Код — 030519.

## Назва
- Башту (Санта-Текла) (порт. Basto (Santa Tecla)) — офіційна назва.

## Населення
| Кількість мешканців | Кількість мешканців | Кількість мешканців | Кількість мешканців | Кількість мешканців | Кількість мешканців | Кількість мешканців | Кількість мешканців | Кількість мешканців | Кількість мешканців | Кількість мешканців | Кількість мешканців | Кількість мешканців | Кількість мешканців | Кількість мешканців |
| ------------------- | ------------------- | ------------------- | ------------------- | ------------------- | ------------------- | ------------------- | ------------------- | ------------------- | ------------------- | ------------------- | ------------------- | ------------------- | ------------------- | ------------------- |
| 1864                | 1878                | 1890                | 1900                | 1911                | 1920                | 1930                | 1940                | 1950                | 1960                | 1970                | 1981                | 1991                | 2001                | 2011                |
| 625                 | 605                 | 600                 | 604                 | 581                 | 677                 | 654                 | 682                 | 666                 | 635                 | 512                 | 446                 | 296                 | 279                 | 212                 |